# Makoto Ninomiya
Makoto Ninomiya (japansk: 二宮 真琴, født 28. maj 1994 i Hiroshima, Japan) er en professionel tennisspiller fra Japan.